# 바다 쓰레기

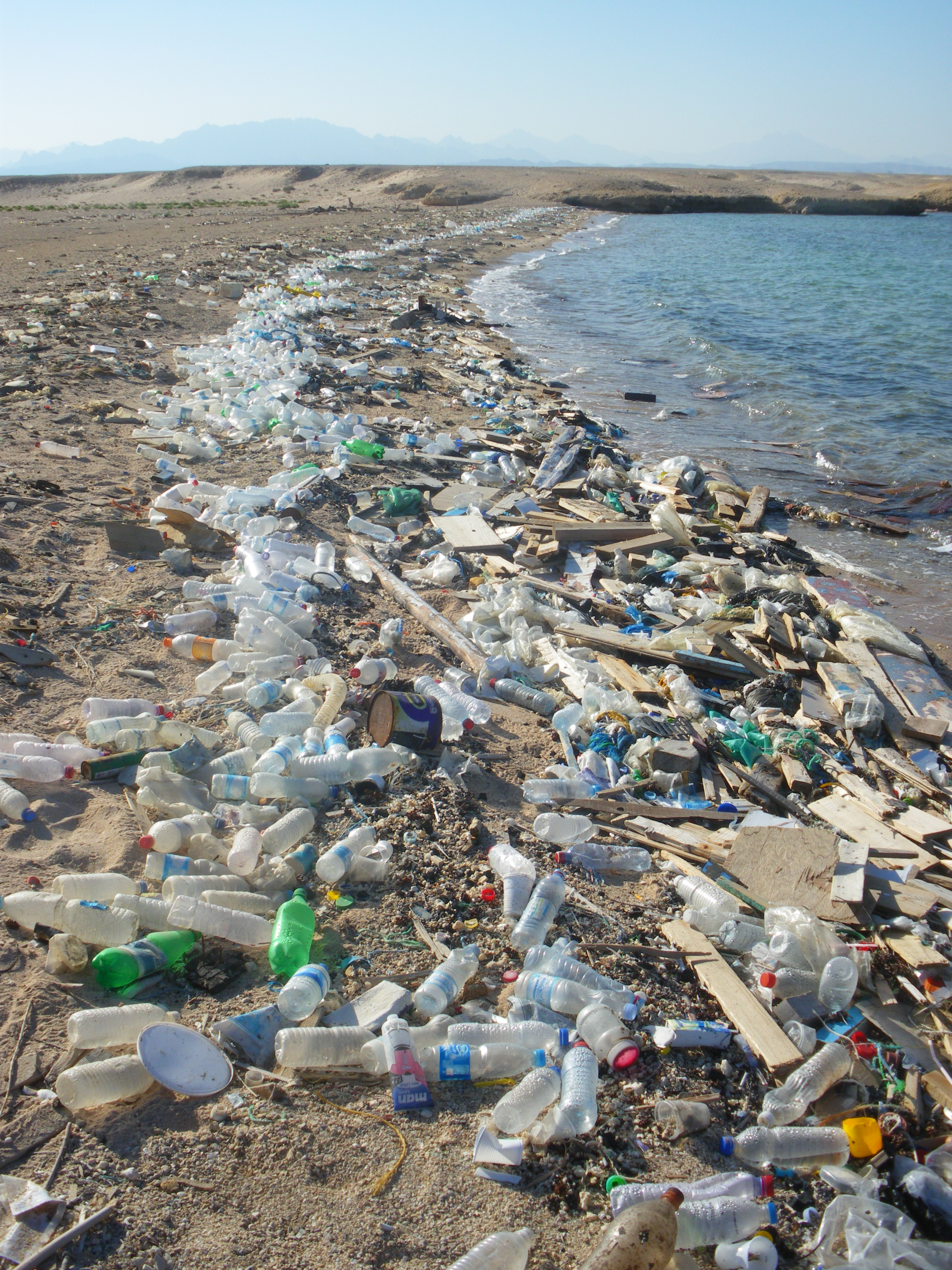
쓰레기로 오염된 해변

엉켜있는 목재와 쓰레기.

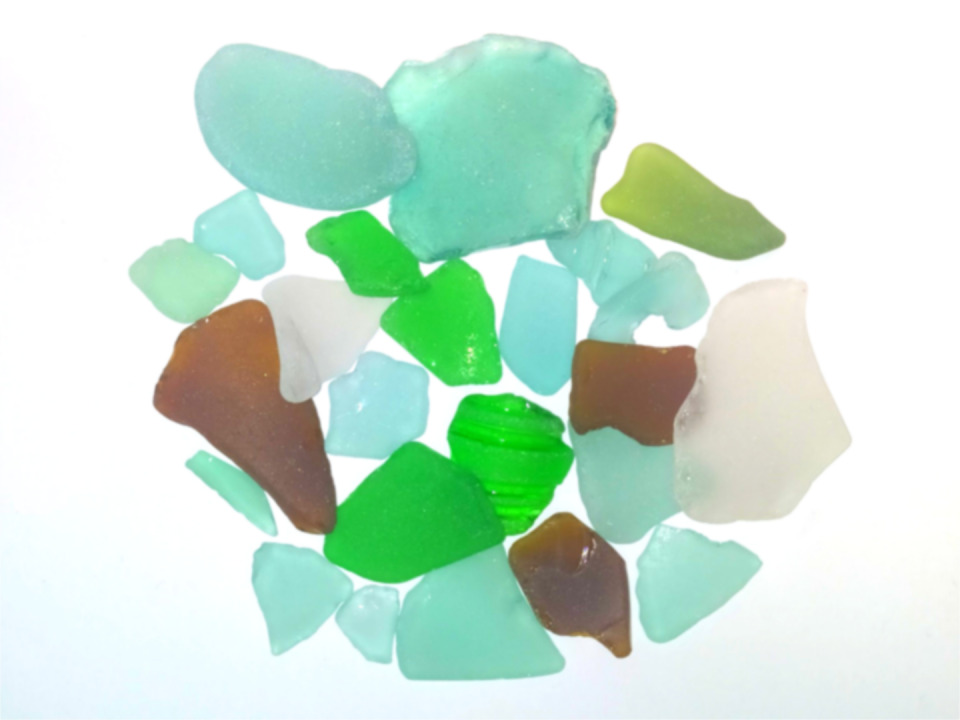
바다에 버려졌던 유리병의 파편

바다 쓰레기(영어: marine debris, marine litter) 또는 해양 쓰레기(海洋---)는 바다 표면과 바다 속에 존재하는 쓰레기이다. 인간이 만들어낸 쓰레기가 고의 또는 과실로 강이나 운하 등 물길을 통해 바다로 흘러들기도 하고, 해양투기(海洋投棄, ocean dumping)가 이루어지기도 한다. 물에 뜨는 쓰레기는 조류를 타고 해변에 쓸려와 쌓이는데, 이를 따로 해안 쓰레기(海岸---, marine litter)라 부르기도 한다. 바다 한가운데에 쓰레기 섬이 만들어지기도 한다.

## 같이 보기
- 유령 그물
- 해양 오염
- 태평양 거대 쓰레기 지대